# بيجه
محمد بيجه (1982-2005)؛ قاتل تسلسلي إيراني. اعترف في المحكمة باغتصاب وقتل 31 فتى في الفترة الممتدة ما بين مارس وسبتمبر 2004، بالإضافة إلى قتلهِ لشخصين بالغين، وكان عمره عند اعتقاله 23 سنة، وحكم عليه إثر هذه الجرائم بأن يُجلد مائة جلدة قبل أن يُنفذ بهِ حكم الإعدام. تراوحت أعمار ضحاياه الفتيان ما بين 8 و 15 سنة. عدت جرائم مقتل الفتيان الذين ينتمون إلى سائر مناطق طهران بوصفها أكبر قضية جنائية في إيران على مدار العقود السبعة الماضية حتى لحظة اعدامه، وكان لها تأثير بالغ في الرأي العام في البلاد.

## تنفيذ الحكم
بدأت مراسم تنفيذ حكم الإعدام ببيجه في 16 مارس 2005، بعد أن جيء بهِ إلى منطقة صحراوية قريبة من مدينة باك دشت جنوب شرق طهران، وهي المنطقة التي شهدت معظم جرائم الاغتصاب والقتل. أوقف بيجه أمام حشد بلغ عددهم نحو خمسة آلاف شخص، ثم أنزع قميصه وكُبّل بعمود وبدأت عمليات الجلد التي تناوب عليها عدد من المسؤولين القضائيين، ليسقط على الأرض أكثر من مرة على إثر قوة الجلدات، غير إنه لم يبكِ أو يظهر أسفه حسبما أفادت وسائل الإعلام التي غطت المراسم. تمكن أحد أقارب الضحايا من مغافلة الأمن وطعن بيجه بسكين. نودي على إحدى أمهات الضحايا لتضع حلبًا بلاستيكيًا أزرق اللون حول عنقه، حيث شُنِق به بعد أن رفع في الهواء بواسطة رافعة بحوالي 10 أمتار.